# Rumiñahui
Rumiñahui je dlouho vyhaslý stratovulkán ležící 45 km jižně od hlavního ekvádorského města Quita 13 km od sopky Cotopaxi. Nachází se v národním parku Parque Nacional Cotopaxi. Výstup je poměrně snadný, vulkán nebývá pokryt sněhem. Cesta na vrchol začíná u jezera Laguna Limpiopungo (3880 m). Rumiñahui má tři vrcholy – centrální (4631 m), severní (4712 m) a jižní (4696 m).